# 駿府
駿府（すんぷ）は、駿河国（現在の静岡県中部）にあった都市。現在の静岡市葵区の静岡中心市街地にほぼ相当する。
古代の律令時代に駿河国の国府（国庁、府中）が置かれた。駿府の名は「駿河府中」の略である。律令時代以後も近世まで長く駿府や府中、駿河府中と呼ばれた。戦国時代には駿府城が築かれ、城下町が整備される（駿府城下）。江戸時代には、単に府中と言えば駿府を指した。
江戸時代初期に行われた大御所政治（駿府政権）では実質的な首都として機能し、江戸・上方（京・大坂）に並ぶ大都市であった。
明治になり、駿府が徳川宗家ゆかりの地であることから、府中は不忠に通ずるとして新政府に恭順の意を示すため改名、駿府に政庁を置いていた藩は静岡藩と命名された。名称は、駿府の北西に位置する賤機山（しずはたやま）にちなむ。廃藩置県によって、静岡藩の後継として静岡県が成立。1889年4月の市町村制度発足に伴い旧駿府城下96ヵ町の地域を中心とした静岡市が成立した。

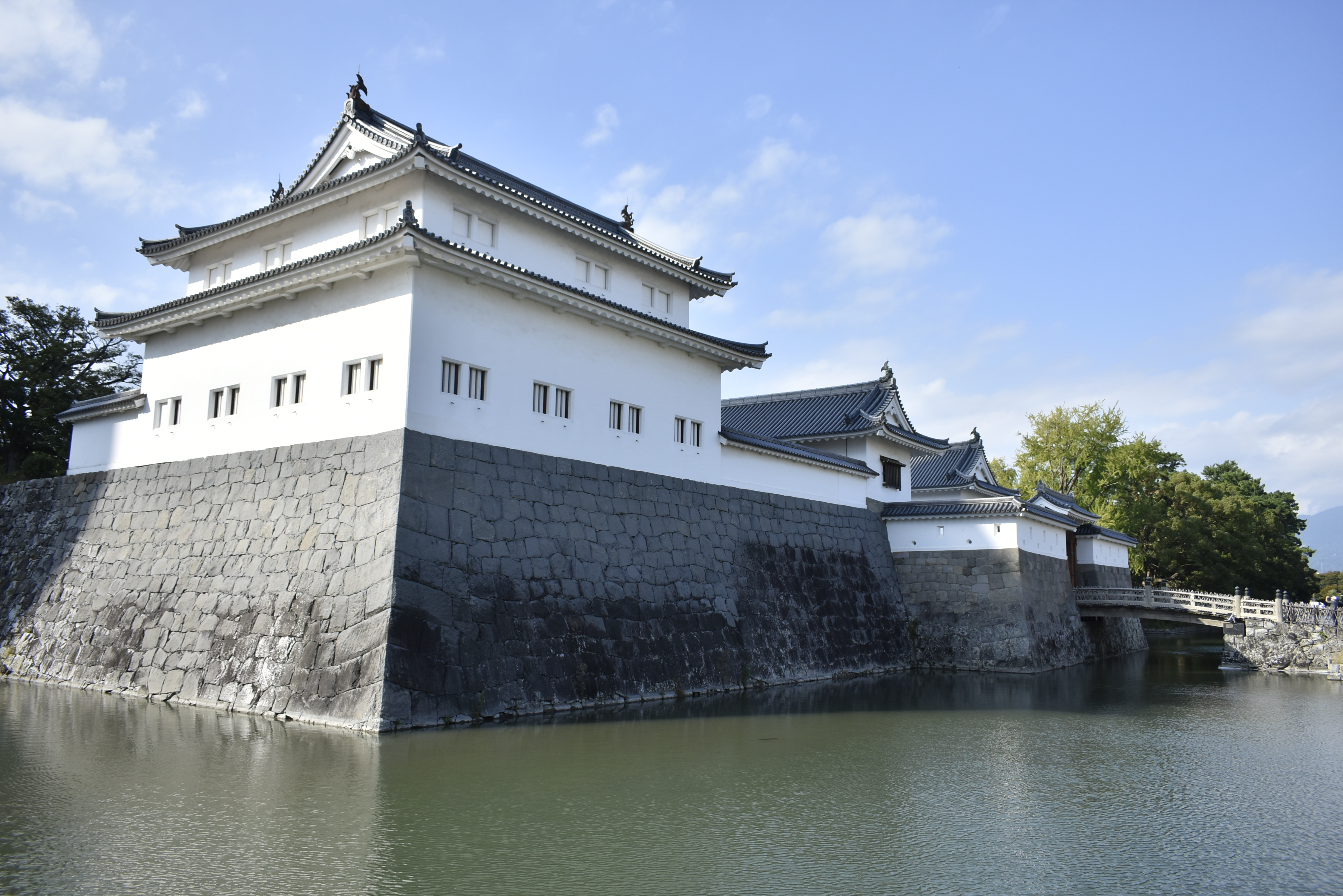
駿府城 巽櫓 東御門（復元）
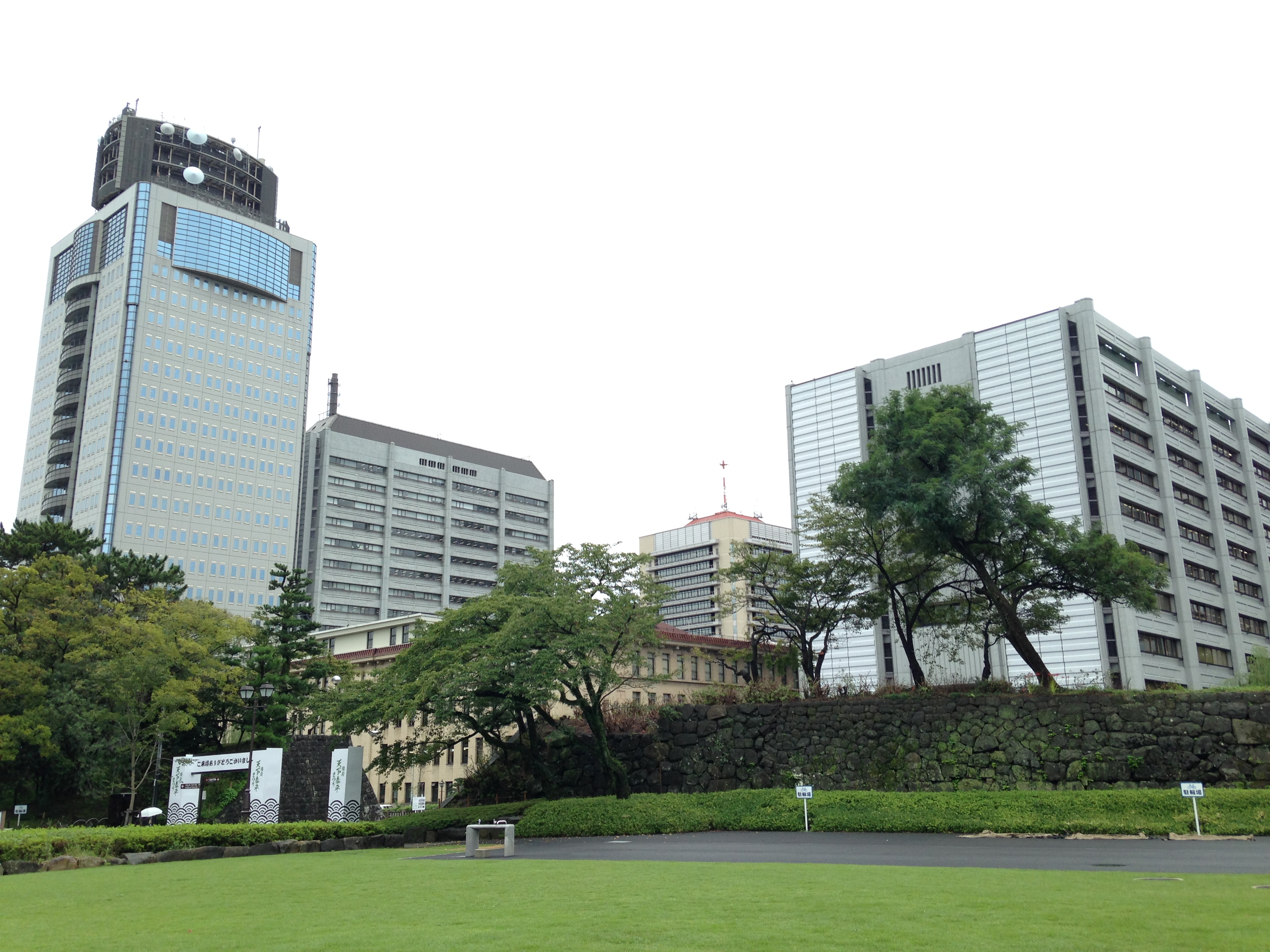
駿府城堀内の官公庁街
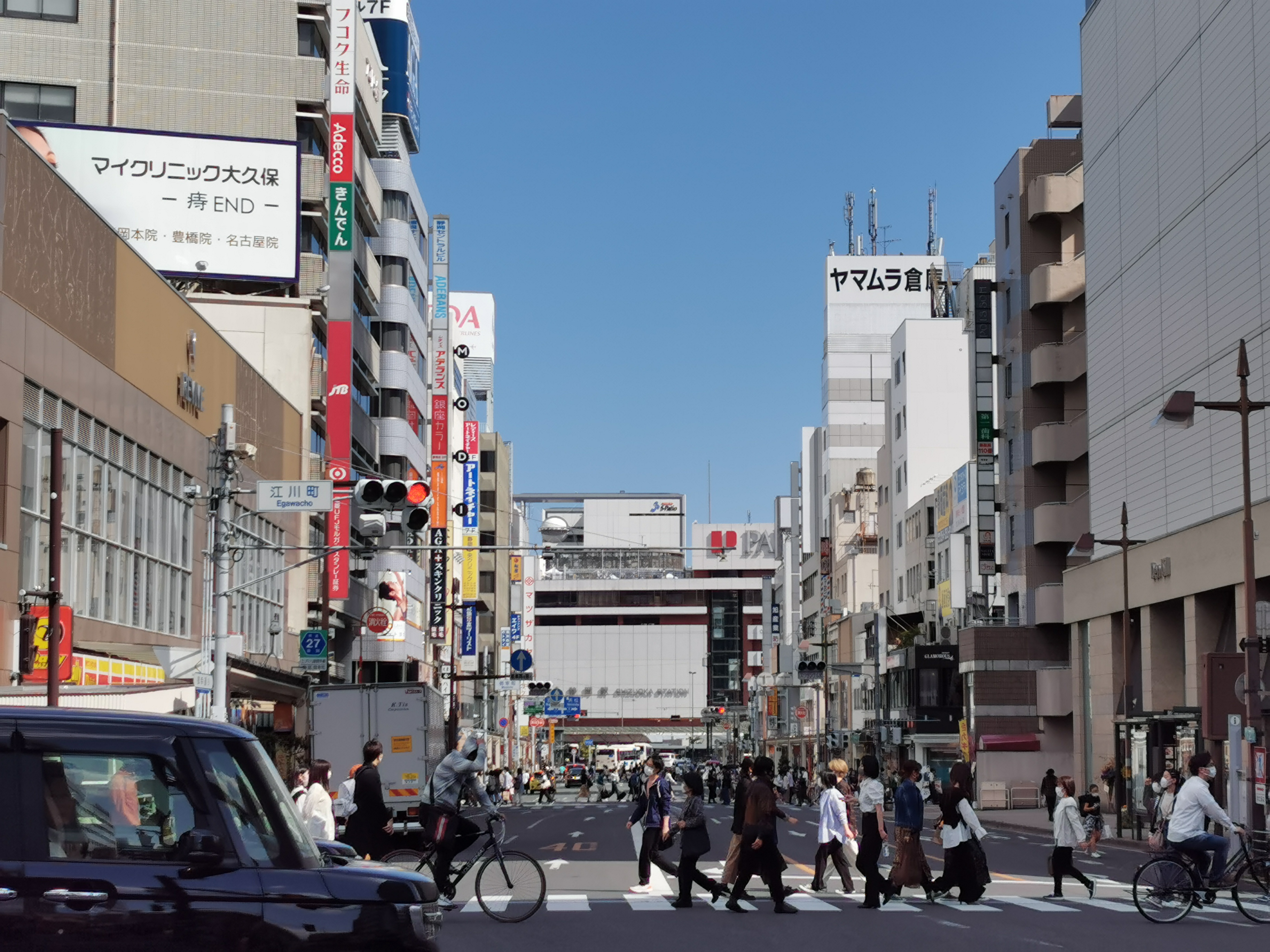
御幸通
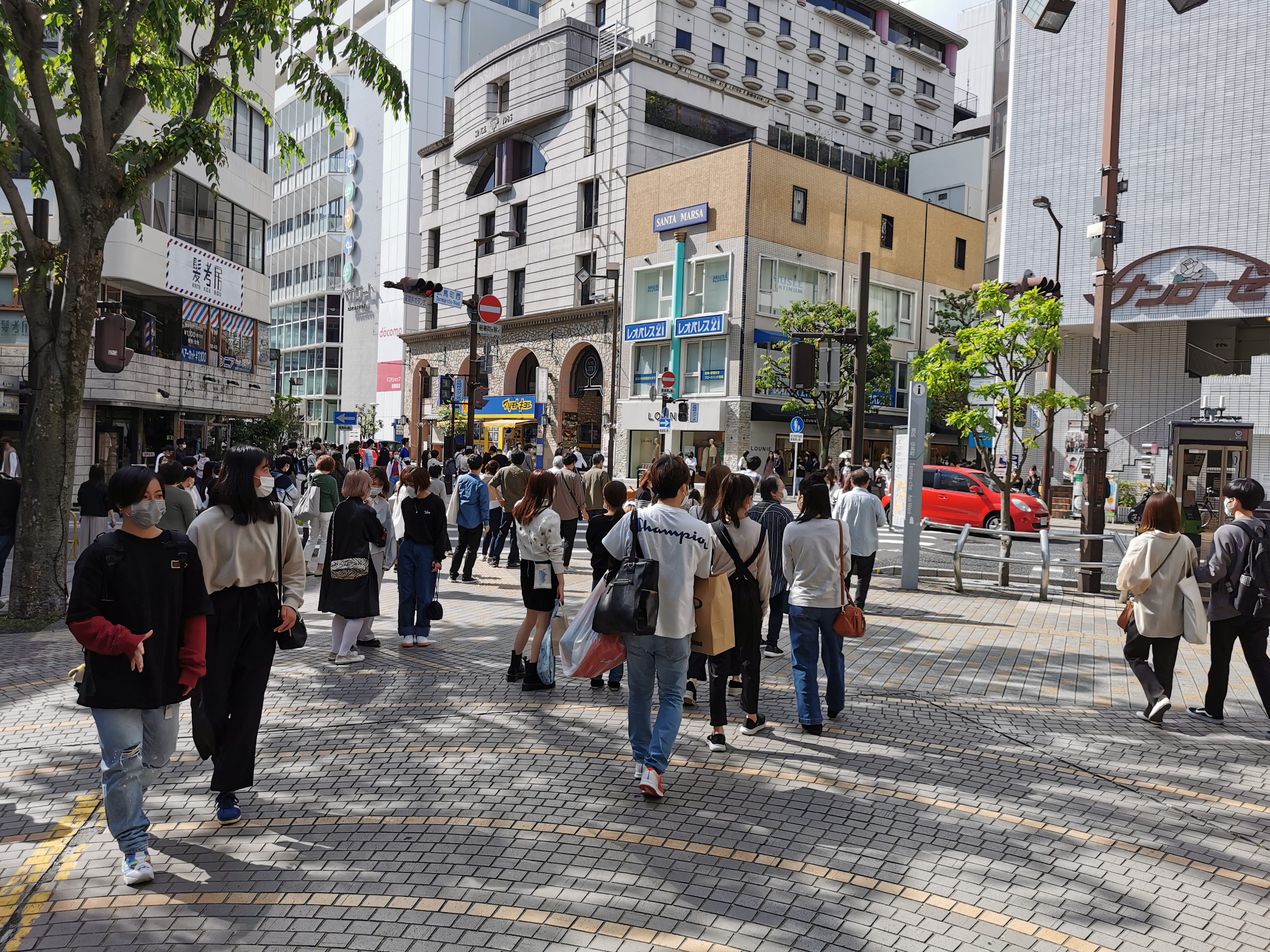
伝馬町
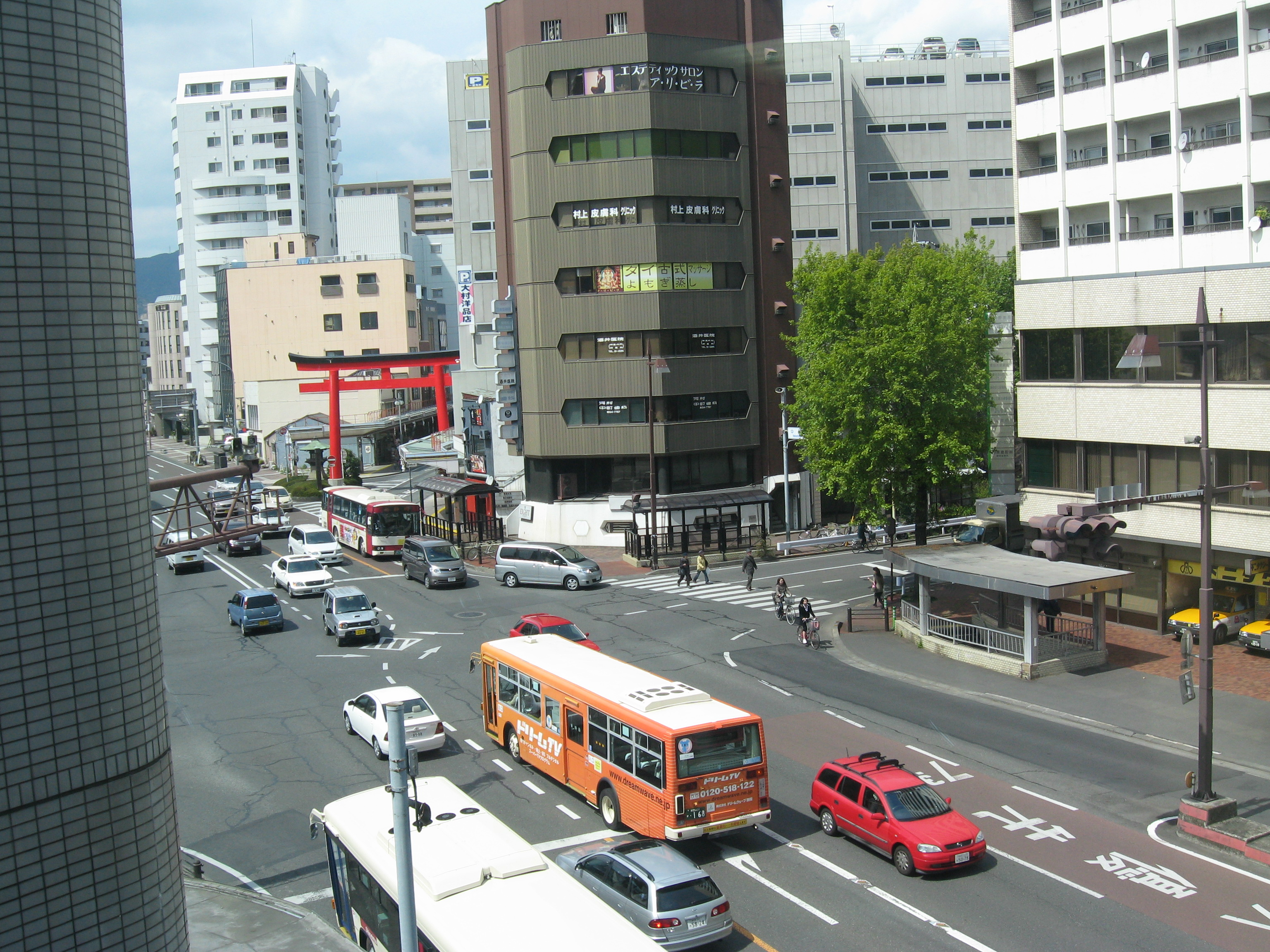
中町

## 歴史

### 古代
律令時代に駿河国の国府が置かれ、駿河国の中心地となる。国府は見つかっていないが、駿府城北側に位置する葵区長谷町付近が有力である。
※横田の駅、曲金の古代史跡、安倍の市など

### 中世
室町時代から戦国時代にかけて、今川氏の城下町として栄えた。今川氏は京の都を模して碁盤の目状の駿府の街造りを行い、現在でも地名や町名等に京都と同じ地名や町名が残る。また、荒廃した京の都を逃れた多数の公家や文化人が駿府に居を移し、「東国の京」或いは「東国の都」と呼ばれ、戦国三大文化の一つ、今川文化が栄えた。しかし、1560年、桶狭間の戦いで今川義元が討死すると、今川氏は衰退し、武田信玄の駿河攻めによって、駿府は焼討ちに遭い一時荒廃した。

### 徳川時代
今川氏の人質として幼少時代を駿府で過ごした徳川家康が、1585年に駿府を本拠地に定め、城下を整備し、かつての繁栄をとり戻した。家康は1590年に関東移封となり、豊臣秀吉配下の中村一氏が駿府に入るが、家康は江戸幕府を開いたのち隠居するとして再び駿府城に居住、大御所政治が展開された。大御所家康公が駿府に君臨していた時代は、「駿府九十六箇町」と呼ばれる街区が整備され、人口10万人とも12万人ともいわれ、上方（京・大阪）、江戸（15万人）に並ぶ大都市となった。この時期、名目上の駿府城主（駿府藩主）は家康の十男・頼宣（よりのぶ）であった。
家康死去（元和2年、1616年）の3年後、頼宣は紀州に移封となり、秀忠三男の忠長（ただなが／駿河大納言）が駿府城主になる。忠長の改易以後は、大名は置かず城代が配属され、幕府の直轄都市として駿府城代・駿府町奉行が置かれた。
東海道が整備されると、駿府城下には、江戸から数えて十九番の宿場、府中宿が置かれた。
府中宿は東海道五十三次中、最大の都市であった。

### 明治
江戸幕府が滅ぶと、駿府に政庁を置いた藩（駿河府中藩、駿府藩）は「静岡藩」と新たに命名された。1871年の廃藩置県で静岡藩が廃され、静岡県が成立。
1889年の市制施行により、駿府城下にあたる安倍郡の1宿74町および有渡郡の50町が合併して旧 静岡市が成立した。
現在、静岡市葵区の行政区画（町丁）として「駿府町」があり、駿府の名が住所に載る形で残されている。駿府町は、駿府城址の東側一帯にあたる。

## 駿府を題材にした作品
- 影武者徳川家康（隆慶一郎）
- シグルイ（山口貴由）
- 駿河城御前試合（南條範夫）